# Kaplaneikirche Kirchberg

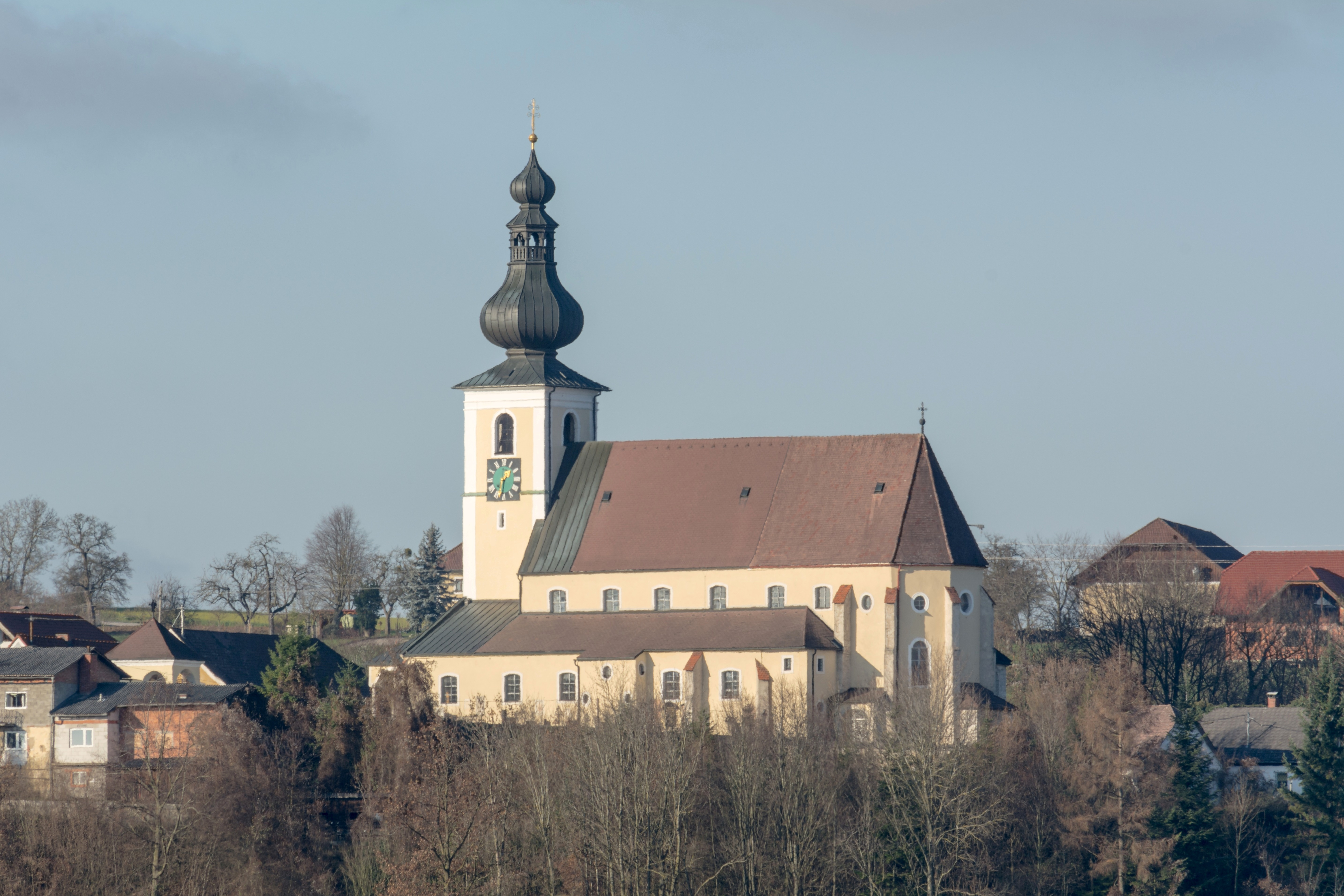
Filialkirche Kirchberg

Die römisch-katholische Kaplaneikirche Kirchberg steht etwa einen Kilometer nordöstlich von Kremsmünster in Oberösterreich. Die auf den heiligen Stephanus geweihte Kirche gehört zum Dekanat Kremsmünster in der Diözese Linz. Die Kirche steht unter Denkmalschutz (Listeneintrag).

## Lage
Das Kirchenareal liegt auf einem Felssporn, der nach drei Seiten hin steil zur Krems und einem ihrer linken Zuflüsse abfällt. Auf dem Felsplateau befand sich im Mittelalter der Ansitz zu Kirchdorf, dessen genaue Stelle leider nicht mehr feststellbar ist.
Der Kirchberg könnte aber schon viel früher besiedelt gewesen sein: Ein spätneolithisches Keramikfragment und ein im Stift Kremsmünster aufbewahrtes Flachbeil aus Serpentin lassen auf eine in der Nähe liegende neolithische Siedlung schließen. Eine gefundene römische Münze aus der Zeit von Kaiser Licinius (316–324) weist zumindest auf eine Begehung dieses Areals in der römischen Kaiserzeit hin.

## Pfarrgeschichte
Ab dem 11. Jahrhundert bis 1788 war Kirchberg eine eigene Pfarre, die bis 1785 für das gesamte Gebiet von Kremsmünster zuständig war. 1785 wurde zuerst die Pfarre Kremsmünster von der Pfarre Kirchberg abgetrennt, 1788 dann Kirchberg zur Filialkirche von Kremsmünster bestimmt, womit der Sitz der Pfarre von Kirchberg nach Kremsmünster gewechselt war. 1941 wurde die Filialkirche Kirchdorf zur Kaplaneikirche erhoben, um der Religionspolitik des Nationalsozialismus Widerstand zu leisten.

## Baugeschichte
Das erste Kirchengebäude am Kirchberg wurde als Pfarrkirche von Kremsmünster errichtet und im Jahr 1098 durch Bischof Ulrich I. von Passau zu Ehren des hl. Stephanus geweiht. Die Innenmaße des Kirchensaales betrugen damals 10,8 mal 5,8 Meter.
Zu Beginn des 13. Jahrhunderts wurde neben der ersten Saalkirche ein Neubau errichtet, dessen Langhaus 16,2 mal 9,6 Meter groß war. Der Neubau wurde 1213 durch den Passauer Bischof Mangold von Berg eingeweiht. Die Grundmauern des dazugehörigen Turms sind noch erhalten.
Mitte des 15. Jahrhunderts erfolgte ein gotischer Neubau, dessen Ausmaße im Wesentlichen der heutigen Kirche entsprechen. Die Pfeilerstellungen dieser dreischiffigen Kirche nahmen keinerlei Rücksicht auf die Fundamente des Vorgängerbaues, sondern stehen zwischen den Fundamenten des ersten und zweiten Baues. Nur die bauliche Trennung von Langhaus und Chor lag bei allen Kirchen auf der gleichen Linie. Aus jener Zeit sind noch die Außenmauern und das Gewölbe des Kirchengebäudes erhalten. Ein Kooperator des Bischofs von Passau weihte diesen Bau angeblich im Jahr 1444 ein.
1654–56 wurde die Kirche im barocken Stil und 1753–54 der Innenraum im Rokokostil umgestaltet. Am 5. August 1985 stürzte der Turm während eines heftigen Sturmes ein, woraufhin der Turm erneuert wurde.
Als Vorbereitung für die 900-Jahr-Feierlichkeiten erfolgten im April 1997 umfangreiche Restaurierungen des Kircheninneren und begleitende archäologische Untersuchungen unter der Gesamtleitung von Univ.-Prof. Friedrich Krinzinger vom Österreichischen Archäologischen Institut.

## Architektur
Auf Grund zahlreicher Erneuerungen kann man an der Kirche neben romanischen auch gotische und barocke Elemente erkennen. Seit der letzten großen Umgestaltung zeigt sich der Innenraum in zarten Farben im Stile des Rokoko.
Das Langhaus hat drei Schiffe mit je vier Jochen, die mit böhmischen Kappen überspannt sind. Der Chor schließt übergangslos an das Langhaus an. Er hat zwei Joche, einen 5/8-Schluss und ist mit einer Kuppel versehen. Die geschwungene Orgelempore wird von Konsolen getragen. Die Seitenschiffe enden in einjochigen Kapellen die mit barocken schmiedeeisernen Gittern abgesperrt sind. Die Verzierungen der Joche, Säulen und Kappen bestehen überwiegend aus Stuck. Der Hochaltar ist in einem Achtel des Schlusses eingebaut.
Der Turm ist an der Basis romanisch und gotisch, die Glockenstube ist barock. Nach einem schweren Sturmschaden am 5. August 1985 wurde der Doppelzwiebelhelm im Jahr 1986 gemäß seinem barocken Vorbild erneuert.

## Ausstattung

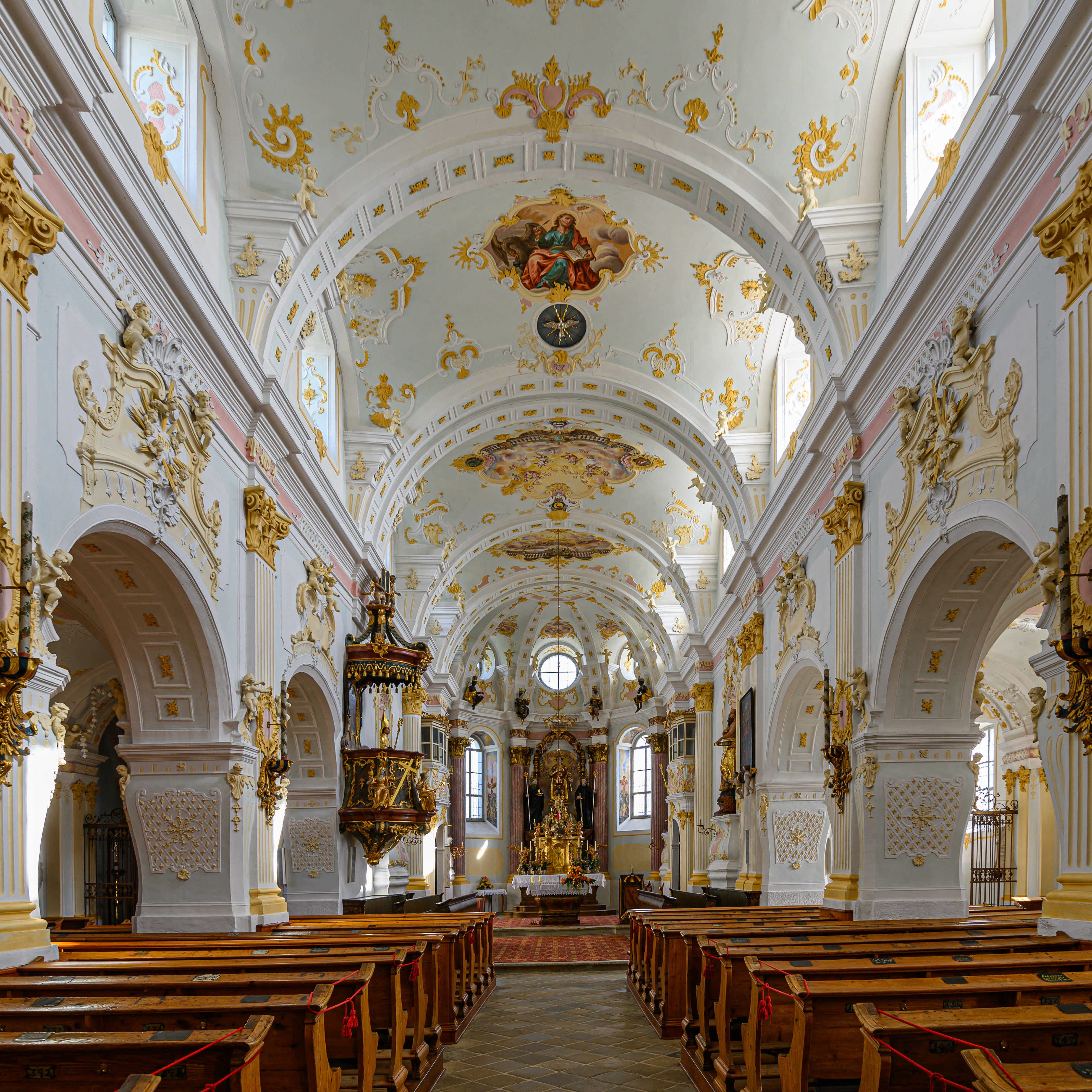
Mittelschiff

Am Hochaltar befinden sich die barocken Statuen des hl. Stephan, hl. Benedikt und hl. Placidus. Die Figuren auf dem Hochaltargesimse stellen die vier damals bekannten Erdteile Amerika, Asien, Europa und Afrika dar.
Im Eingangsbereich befindet sich das alte schmiedeeiserne Turmkreuz aus dem Jahr 1699, das bei der Sturmkatastrophe vom 5. August 1985 herabstürzte, außerdem ein großer Marmor-Grabstein von Andreas Rot, dem Besitzer von Schloss Kremsegg, aus dem Jahr 1446.
Die Orgel wurde 1682 vom Passauer Meister Leopold Freundt ursprünglich für das Stift Kremsmünster angefertigt. Die Pfarre Kirchberg kaufte die Orgel 1855 und ließ sie durch Ludwig Mooser umbauen. Die Orgel von Kirchberg, die zuletzt 2002 restauriert wurde, ist die bedeutendste erhaltene Mooser-Orgel in Oberösterreich.

## Glocken
Bemerkenswert ist, dass die vier Glocken wegen ihres kunsthistorischen Wertes während der beiden Weltkriege gerettet werden konnten. Die Kremsmünsterer opferten fünf der sechs Glocken der Stiftskirche, alle Glocken der Kalvarienbergkirche, der Wallfahrtskirche Heiligenkreuz, der Johanneskirche im Markt und der Studentenkapelle, um die Ablieferung der Kirchberger Glocken zu verhindern.
Das vierteilige Geläut setzt sich wie folgt zusammen:
- Die große Glocke[6] aus dem Jahr 1508 und hat einen Durchmesser von 156 Zentimetern. Auf ihr sind unter anderem zwei Flachreliefs mit Szenen vom Sterben des Kirchenpatrons Stephanus zu sehen.
- Die zweite Glocke mit einem Durchmesser von 98 Zentimetern wurde 1704 vom Linzer Glockengießer Melchior Schorer gegossen.
- Die drittgrößte Glocke hat einen Durchmesser von 78 Zentimetern wurde 1721 von Silvius Creuz geschaffen.
- Die kleinste Glocke mit einem Durchmesser von 66 Zentimetern trägt keine Jahreszahl, ist aber etwa so alt wie die große Glocke.

## Umgebung

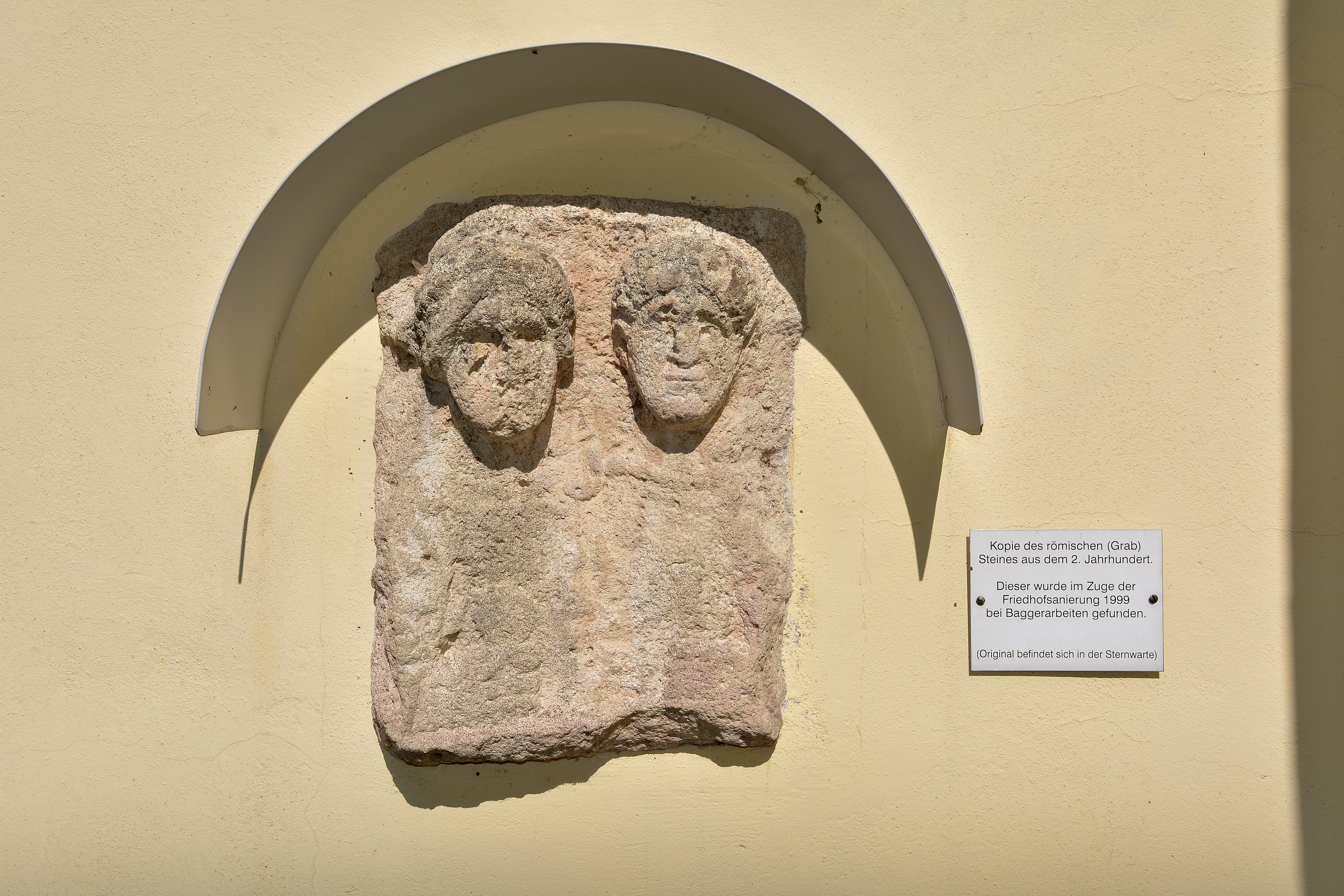
Römischer Grabstein an der Friedhofsmauer

Rund um die Kirche erstreckt sich der ebenfalls denkmalgeschützte Friedhof (Listeneintrag). Darin befindet sich die Kopie eines römischen Grabsteins aus dem 2. Jahrhundert, der im Zuge der Friedhofsanierung 1999 bei Baggerarbeiten gefunden wurde und dessen Original in der Sternwarte Kremsmünster aufbewahrt wird.
Am Kirchplatz vor der Kirche und dem Friedhof stehen folgende Gebäude:
- Das Pfarrhaus St. Stephan wurde bereits 1460 in einem Urbar des Stiftes Kremsmünster als „Haus an der Friedhofsmauer“ bezeichnet. Im 20. Jahrhundert gab es darin eine Krämerei mit dem Namen „Pfusterschmied“. Die „Gemeinschaft Kirchberg“ renovierte das Gebäude und eröffnete es 2015 als Pfarrhaus.
- Das Mesnerhaus ist seit 1576 als „Mangsten Sölde“ bekannt und wurde jahrhundertelang von Handwerksfamilien bewohnt, darunter viele Weber, Schneider, Zimmerleute und Schuster. 1907 erwarb das Stift Kremsmünster dieses Haus, das seither als Mesnerhaus dient.
- Im Versorgungshaus dürften ab 1460 Schuster gelebt haben. Im 18. Jahrhundert wurde es ein Wirtshaus. 1928 erwarb die Gemeinde Kremsmünster-Land das Haus und richtete darin ein Versorgungshaus für Arme ein. Dieses Altenheim wurde 1980 geschlossen und ist seit 1985 in Privatbesitz.
- Das Kirchbergerhäusl stammt aus der ersten Hälfte des 18. Jahrhunderts und ist nach seinem ehemaligen Besitzer, dem Weber Franz Kirchberger, benannt.

In der Mitte des Platzes wurde um 2011 eine Gedächtnislinde zu Ehren von Richard Weberberger, Bischof von Barreiras in Brasilien, gepflanzt.